# Eddard Stark
Eddard «Ned» Stark es un personaje ficticio de la saga Canción de hielo y fuego del escritor estadounidense George R. R. Martin, además de la adaptación televisiva de la HBO, Game of Thrones. Apareciendo por primera vez como protagonista principal del primer volumen de la saga, Juego de tronos, Ned Stark es el honorable señor de Invernalia, principal fortaleza del Norte, reino ficticio del continente de Poniente.
El actor Sean Bean interpreta a Ned Stark en la primera temporada de la serie Game of Thrones. Por su interpretación fue nominado a diversos premios, incluyendo los Premios Saturn y los Scream Awards del año 2011.

## Concepción y diseño
Ned Stark es el Señor de Invernalia y patriarca de la Casa Stark. A la muerte de su tutor, Jon Arryn, el rey Robert Baratheon lo nombra Mano del Rey. Ned tendrá que introducirse en un mundo lleno de intrigas y conspiraciones, en donde su honor y lealtad no tendrán cabida. Conforme avanza la trama, Ned se percata de que el rey está rodeado de advenedizos y aduladores y que no es consciente (ni quiere serlo) del peligro que acecha a su alrededor. Finalmente todo desembocará en una encrucijada donde Ned tendrá que decidir entre hacer lo que es correcto y lo que guía su honor o preferir la seguridad de su familia.
A Ned Stark se le describe en la obra como un hombre muy honorable, leal y que trata siempre de actuar según su código moral. Estas aptitudes le llevaron a ser querido por sus súbditos, admirado por sus hijos y respetado incluso por sus enemigos. Sin embargo, Ned guardó un gran complejo de inferioridad debido a su hermano mayor Brandon al que él consideraba superior en todo y era muy distinto en cuanto a su personalidad. Su propia esposa, Catelyn Tully, describió a Ned como un hombre callado y distante. Debido a todo esto, Ned no desarrolló gran habilidad política, pecando de ingenuo y bienintencionado.
El actor Sean Bean describe así a su personaje: «Es un buen hombre tratando de hacer lo correcto en medio de un ambiente de corrupción; es un pez fuera del agua, acostumbrado a Invernalia donde la gente es tranquila y pragmática y llega a un lugar donde las personas conspiran y se apuñalan por la espalda. En esta aventura será su lealtad lo que cause su caída».

## Historia

### Antes de la saga
Eddard Stark fue el segundo hijo de Lord Rickard Stark, Señor de Invernalia y Guardián del Norte. Siendo niño, Ned fue criado en el Nido de Águilas como pupilo de Jon Arryn, Señor del Valle. Allí coincidió con Robert Baratheon, el joven Señor de Bastión de Tormentas y del que se hizo compañero inseparable. 
Su padre, Lord Rickard, quería unir a la Casa Stark con las casas sureñas, de modo que comprometió a su heredero, Brandon, con Catelyn Tully, la hija mayor del Señor de Aguasdulces, mientras que a su hija Lyanna la comprometió con el propio Robert Baratheon. En determinado momento, el príncipe Rhaegar Targaryen, heredero del Trono de Hierro, secuestra a Lyanna. El padre y hermano mayor de Ned acudieron a Desembarco del Rey a demandar justicia al rey Aerys II Targaryen, pero este respondió ejecutándolos después de acusarles de conspiración. Robert Baratheon, que estaba profundamente enamorado de Lyanna, se rebeló contra el Trono de Hierro y Ned, nuevo Señor de Invernalia, decidió apoyarle. A ellos dos se sumarían las Casas Arryn y Tully, después de que Ned contrajera matrimonio con Catelyn, la prometida de su difunto hermano mayor.
El conflicto, que recibió el nombre de Rebelión de Robert o Guerra del Usurpador, vio a las casas Baratheon, Stark, Arryn y Tully enfrentándose a las casas que permanecieron leales a los Targaryen. Tras una gran victoria en la Batalla del Tridente donde Robert mató al príncipe Rhaegar, Ned comandó las tropas rebeldes hacia Desembarco del Rey. Al llegar, se encontraron con que la ciudad ya había caído a manos de Tywin Lannister, Señor de Roca Casterly y Guardián del Occidente. La esposa e hijos del príncipe Rhaegar fueron asesinados y Ned mostró su descontento por lo que creía que era una victoria sin honor, lo que hizo que tuviera con Robert una fuerte discusión. Ned partió entonces al sur a liberar a su hermana Lyanna, pero para cuando llegó se la encontró agonizante. Con sus últimas palabras, Lyanna le arrancó una promesa a Ned que lo atormentaría el resto de su vida.
Ned regresó al Norte donde descubrió que había tenido un hijo con su esposa llamado Robb, pero con él también se llevó a un hijo que él decía que era bastardo suyo, llamado Jon Nieve, quién en realidad era hijo de su hermana Lyanna con Rhaegar, pero que crio como propio, ya que Lyanna, antes de morir, se lo hizo prometer para prevenirlo de la posible furia de Robert. Años después de luchar en la Rebelión de Robert también tuvo que acudir a combatir contra los Hombres del Hierro, que bajo el mando de la Casa Greyjoy se habían levantado contra el Trono de Hierro, en lo que se llamó la Rebelión Greyjoy. Después de derrotar a Lord Balon Greyjoy, Ned tomó como pupilo al único hijo varón superviviente de este, Theon. Ned gobernaría el Norte durante 9 años antes del inicio de los sucesos de la saga Canción de hielo y fuego.

### Juego de tronos
Catelyn informa a su marido de que ha llegado una carta desde Desembarco del Rey, en la se dice que el mentor de Ned y Mano del Rey de Robert Baratheon, Jon Arryn, ha muerto. Pero no solo eso, el propio rey Robert acude a Invernalia para proponerle a Ned que sea su Mano del Rey y que su hija Sansa contraiga matrimonio con Joffrey, su primogénito; Ned al principio no quería aceptar, pero después de recibir una carta de la hermana de Catelyn y esposa de Jon Arryn, Lysa Arryn diciendo que su marido murió envenenado, Ned decide aceptar para investigar lo ocurrido. Decide llevarse con él a sus hijas Sansa y Arya y enviar a su hijo bastardo Jon al Muro.
Al llegar a Desembarco del Rey, Ned conoce a los miembros del Consejo Privado del rey, dándose cuenta de que el reino está desgobernado: el rey no tiene ninguna preocupación por los asuntos de gobierno, sus consejeros son advenedizos más pendientes de sus propios intereses y la corona tiene una inmensa deuda fruto de los derroches del rey. Por otro lado, su hijo Bran quedó tullido a raíz de un accidente, y su esposa Catelyn sospecha que fueron los Lannister los causantes, sospechas confirmadas por Petyr Baelish, Consejero de la Moneda del rey y amigo de la infancia de Catelyn.
Las relaciones entre el rey y su Mano comienzan a resquebrajarse cuando Ned se niega a aceptar un plan para asesinar a Daenerys Targaryen, la última superviviente de los Targaryen y que vive en el exilio. Tras confrontar a Robert, Ned renuncia a su cargo y se dispone a volver a Invernalia. Sin embargo, cuando se hallaba en las calles, es atacado por Jaime Lannister en represalia a que Tyrion Lannister fuera arrestado por su esposa. Sus hombres son asesinados y Ned queda tendido bajo el caballo, rompiéndose la pierna. Un convaleciente Ned es restituido como Mano del Rey por Robert.
Ned comienza a investigar la muerte de Jon Arryn, dándose cuenta de que algo oscuro hay en su defunción. Tras investigar sobre los orígenes de los hijos del rey Robert, Ned se da cuenta de que son ilegítimos y que esa es la causa por la que mataron a Jon Arryn cuando este se dio cuenta de ello. Ned confronta a la reina Cersei, la cual confiesa que sus hijos con el rey son en realidad fruto del incesto con su hermano Jaime. Ned le dice que le contará a Robert la verdad, por lo que le aconseja huir para escapar de su ira. Cersei empleará el tiempo que le da Ned Stark para arreglar la muerte de Robert, que será fatalmente herido en una cacería. En su lecho de muerte, nombrará a Ned como Regente hasta la mayoría de edad de su hijo. Ned se presenta ante el nuevo rey Joffrey Baratheon y la reina Cersei, proclama a este y sus hermanos como bastardos y que el verdadero heredero de Robert es su hermano Stannis. Ned intentó que Lord Baelish pusiera a su favor a la guardia de Desembarco del Rey, pero este le traiciona y se alía con la reina, haciendo que maten a los hombres de Ned y que este sea arrestado.

Vestís vuestro honor como si fuera una armadura, Stark. Creéis que os protege, pero en realidad no es más que una carga que os hace moveros despacio. Miraos al espejo. Sabéis por qué me habéis hecho venir. Sabéis qué queréis pedirme que haga. Sabéis que es necesario... pero no es honorable, así que no os atrevéis a decirlo en voz alta.
Petyr Baelish

Estando en prisión, y para su sorpresa, recibe la visita del eunuco Varys. Este le informa de los planes del nuevo rey y le aconseja declararse traidor, y a cambio, será enviado a la Guardia de la Noche y sus hijas no sufrirán ningún daño. Ned acepta confesar y es llevando frente a la multitud en el Gran Septo de Baelor, pero el rey Joffrey, de forma arbitraria y desoyendo los consejos de su madre, ordena que Ned sea decapitado pese a que prometió a Sansa que sería clemente.

### Acontecimientos posteriores
La ejecución de Ned Stark causa que su hijo Robb sea proclamado Rey en el Norte por sus señores vasallos. La cabeza de Ned es colocada en una pica por orden del rey Joffrey e incluso le ordena a Sansa contemplarla. Por orden de Tyrion Lannister, la Mano del Rey en funciones, la cabeza es quitada y los restos de Ned son devueltos a Catelyn, la cual ordena llevarlos de nuevo a Invernalia para que reposen en la cripta junto a sus antepasados.

## Hombres de Ned
Personajes que forman parte de la guardia de Lord Eddard Stark y que hacen su aparición en el volumen Juego de tronos.
- Jory Cassel: Capitán de la Guardia de Invernalia y de Ned Stark en Desembarco del Rey. Muere a manos de los hombres de Jaime Lannister.

- Alyn: Segundo al mando de la guardia de Ned Stark. Parte con Beric Dondarrion a luchar contra Gregor Clegane, falleciendo en la Batalla del Vado del Titiritero.

- Tomard: Conocido como Tom el Gordo, es descrito como un hombre incansable y leal, aunque ingenuo. Fue asesinado en el salón del trono durante el arresto de Ned Stark.

- Desmond: Uno de los más cercanos guardias de los Stark. Arya Stark encuentra su cadáver en un establo, junto al de un soldado de los Lannister.

- Harwin: Hijo del jefe de caballerizas de Invernalia. Partió junto a Beric Dondarrion a luchar contra Gregor Clegane. Posteriormente se unió a la Hermandad sin Estandartes.

## Adaptación televisiva

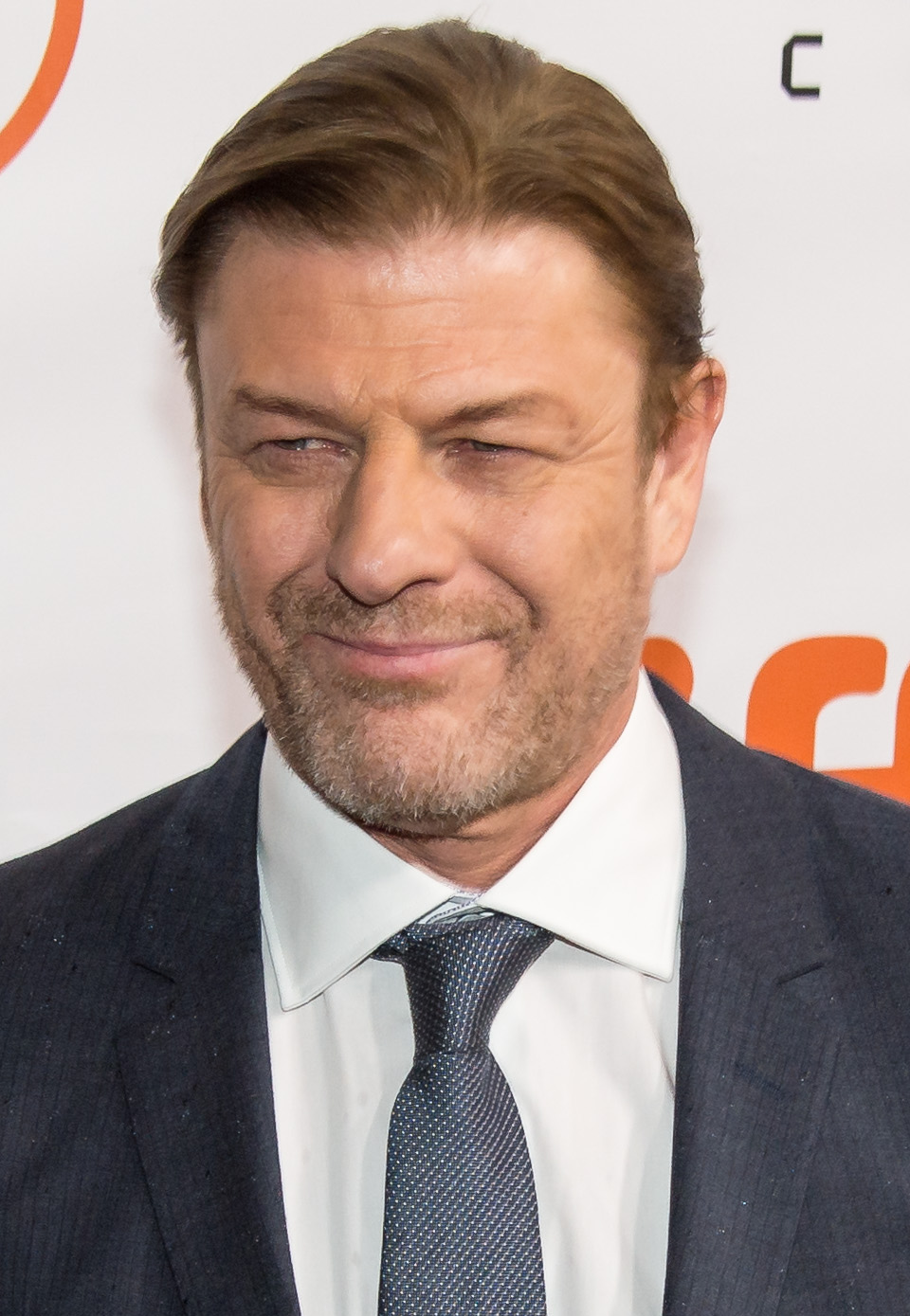
Sean Bean interpreta a Ned Stark en la primera temporada

En la primera temporada el personaje es interpretado por el actor Sean Bean. En la sexta temporada, a través de flashbacks aparece una representación más joven del personaje, interpretado por los actores Robert Aramayo y Sebastian Croft.

### Primera temporada
Ned Stark parte a ejecutar a un desertor de la Guardia de la Noche. Poco después, su hijo Robb Stark (Richard Madden) y su sobrino (criado como bastardo propio) Jon Nieve (Kit Harington) encuentran una loba huargo muerta junto a su camada de cachorros. Sus hijos insisten en quedarse con ellos, y aunque Ned al principio se mostraba reticente, termina aceptando creyendo que es fruto del destino (siendo el huargo el emblema de la Casa Stark).
De vuelta en Invernalia, su esposa Catelyn Tully (Michelle Fairley) le informa que ha llegado un mensaje de Desembarco del Rey diciendo que Jon Arryn, tutor de Ned y Mano del Rey, ha fallecido. No solo eso, el rey Robert Baratheon (Mark Addy) está camino de Invernalia. El rey llega junto a una gran comitiva, presentándose con calidez ante su viejo amigo Ned. El rey tiene intención de que Ned reemplace a Jon Arryn como su Mano del Rey, afirmando que es el único hombre en quien puede confiar, además promete en matrimonio a su hijo Joffrey Baratheon (Jack Gleeson) con la hija mayor de Ned, Sansa (Sophie Turner). En un principio, Ned no quiere aceptar el cargo, pero cuando una carta procedente de Lysa, la hermana de Catelyn, llega afirmando que los Lannister asesinaron a Jon Arryn, Ned decide aceptar para investigar lo ocurrido. Ned se lleva a sus hijas Sansa y Arya con él, dejando a Robb a cargo de Invernalia y llevando a su hijo bastardo Jon al Muro.
De camino a Desembarco del Rey surge el primer encontronazo entre Ned y Robert, cuando el príncipe Joffrey acusa a Arya de emplear a su loba huargo para atacarle. Arya lo niega, pero Sansa (que gusta del príncipe) miente para protegerlo. La reina Cersei (Lena Headey) ordena que la loba huargo de Sansa sea eliminada, pues la de Arya no pudo ser encontrada, misión que lleva a cabo a disgusto el propio Ned.
Ya en la capital, Ned conoce al Consejo Privado de Robert; Varys (Conleth Hill), Consejero de los Rumores; Petyr Baelish (Aiden Gillen), Consejero de la Moneda y viejo amigo de Catelyn; Renly Baratheon (Gethin Anthony), hermano menor de Robert y Consejero de Leyes; y el Gran Maestre Pycelle (Julian Glover). El Consejo le informa de que el rey planea celebrar un torneo en su honor, pero también de que la Corona ha contraído una inmensa deuda fruto de los derroches de Robert.
Lord Baelish guía a Ned hasta un burdel donde dice que le aguarda su esposa Catelyn. Un furioso Ned reacciona sintiéndose insultado, hasta que se percata de que es cierto. Catelyn le comunica que su hijo Bran ha sufrido dos intentos de asesinato, uno a manos de un hombre que portaba una daga de acero valyrio. Lord Baelish afirma que la daga pertenece a Tyrion Lannister (lo cual es falso).
Durante una reunión del Consejo Privado, el rey Robert comunica que Daenerys Targaryen está embarazada de un Khal de los Dothraki. Robert afirma que quiere a la muchacha muerta, temiendo que un ejército de Dothraki invada los Siete Reinos. Ned es el único del Consejo que se muestra en desacuerdo con la proposición. Al no poder hacer entrar en razón a Robert, Ned renuncia a su cargo de Mano del Rey y planea regresar a Invernalia.
Ned comienza a interesarse por los últimos movimientos de Jon Arryn antes de caer enfermo. Lord Arryn estaba investigando un libro sobre los linajes de las distintas Casas de Poniente. Tras descubrir que Jon Arryn estaba investigando a varios hijos bastardos de Robert, Ned es atacado en plena calle por Jaime Lannister (Nikolaj Coster-Waldau), afirmando que su esposa Catelyn ha arrestado a Tyrion. Ned miente diciendo que fue orden suya, lo que causa que Ser Jaime ordene a sus hombres eliminar a los hombres de Ned y después pelee contra este. El combate termina rápido, pues un soldado Lannister clava una lanza en la pierna a Ned por la espalda. Un convaleciente Ned Stark se despierta junto al rey y a Cersei; ésta afirma que Lord Stark salía borracho de un burdel y provocó un altercado con Jaime. El rey golpea a Cersei cuando ella lo insulta por su indolencia y después reinstaura a Ned como Mano del Rey, afirmando que si vuelve a renunciar le dará el puesto a Jaime Lannister.
El rey se marcha de cacería, lo que deja a Ned en la posición de proclamar los designios del rey. Se le encarga recibir unos emisarios procedentes de las Tierras de los Ríos, las cuales están siendo atacadas por Ser Gregor Clegane, un abanderado de Tywin Lannister. Ned decide enviar un ejército al mando de Beric Dondarrion con la misión de llevar a Ser Gregor ante la justicia, y ordenando que Lord Tywin se presente en Desembarco del Rey para responder por los actos de pillaje y traición.
Ned llega a la conclusión de que los hijos de Robert con Cersei no son suyos, sino fruto del incesto de la reina con su hermano Jaime; siendo también la causa del envenenamiento de Jon Arryn. Ned confronta a la reina revelándole dole su descubrimiento y recomendándole que abandone la capital para huir de la ira de Robert. Cersei aprovechará el tiempo que le da Lord Stark para arreglar la muerte de Robert. El rey, en su lecho de muerte, redacta su testamento donde proclama a Ned como Regente de Joffrey hasta que este alcance la mayoría de edad.
Ned, decidido a proclamar a Stannis Baratheon como rey debido a la bastardía de los hijos de Robert, habla con Petyr Baelish para que este ponga a la Guardia de la Ciudad bajo su autoridad. Rechaza tanto la proposición de Renly Baratheon de proclamarle a él rey, como la de Lord Baelish de emplear a Joffrey como títere. Finalmente se produce la muerte de Robert, y Ned proclama la condición de bastardos de los hijos del rey. Finalmente se da cuenta de que Lord Baelish le ha traicionado y ha decidido unirse a la reina, causando que Ned sea arrestado y acusado de traición.
Mientras languidece en prisión, Ned recibe la visita de Varys. Este lo insta a declararse culpable de traición y promete que será enviado al Muro, además de que sus hijas estarán a salvo. En el Gran Septo de Baelor, Ned confiesa ante la multitud traicionar al rey Robert y a su familia, y proclama que Joffrey es el verdadero rey. Pese a que había prometido ser clemente, Joffrey le ordena a Ser Ilyn Payne que ejecute a Lord Stark con su propio mandoble, Hielo. La ejecución es presenciada tanto por Sansa como por Arya.

### Sexta temporada
Bran Stark (Isaac Hempstead-Wright) se reúne con el Cuervo de Tres Ojos y comienza a experimentar visiones del pasado. En una de ellas se remonta a la época de la adolescencia de su padre; Ned Stark (interpretado por Sebastián Croft) entrena junto a un incluso más joven Benjen Stark (Mateo Elezzi) cuando de pronto aparece su hermana, Lyanna (Cordelia Hill) y su padre Rickard (Wayne Foskett).
En otra de sus visiones observa a su padre viajando hacia un torreón junto a un grupo de hombres (esta vez el personaje de Ned Stark es interpretado por Robert Aramayo). Allí se encuentran con dos Guardias Reales leales a la Casa Targaryen, siendo uno de ellos Ser Arthur Dayne, uno de los más legendarios espadachines de Poniente, apodado La Espada del Amanecer. Ned les pregunta sobre por qué no se encontraban en la Batalla del Tridente y dónde está su hermana Lyanna, pero ambos se niegan a contestar. Se desata una pelea entre ambos grupos, Ser Arthur acaba con casi todos los compañeros de Ned Stark, hasta que ambos pelean uno contra uno. La lucha parece inclinarse por Ser Arthur, hasta que Howland Reed, uno de los acompañantes de Ned, apuñala a Ser Arthur por la espalda; Ned remata al Guardia Real y parte a buscar a su hermana al torreón.
Al llegar a la torre, ve a su hermana agonizando en su cama. El trata de ayudarla pero ya es muy tarde para Lyanna (Aisling Franciosi), quien antes de morir le muestra a su hijo recién nacido (hijo con Rhaegar), haciéndole prometer que lo protegerá y cuidará como hijo propio, puesto que Lyanna temía que al Robert enterarse, asesinara al bebé. Ned accede a su petición y Lyanna muere.